# Nocturnes Productions
Nocturnes Productions est une société de production audiovisuelle et cinématographique fondée en 2007 par les producteurs et cinéastes Olivier Bohler et Raphaël Millet.
L'entreprise est notamment connue pour avoir produit des documentaires tels que Chaplin à Bali en 2017 ou encore Italia, le feu, la cendre en 2021.

## Historique

### Documentaires
Nocturnes Productions produit essentiellement des moyens métrages et longs métrages documentaires, ayant trait principalement au cinéma et aux arts visuels.
La société travaille notamment sur 3 thématiques cinématographiques principales. Il y a d'abord les documentaires traitant de grands cinéastes ayant été marqués par la guerre. Nous retrouvons ainsi Jean-Pierre Melville et son expérience de la Seconde Guerre mondiale, dans Sous le nom de Melville, réalisé par Olivier Bohler en 2008, en coproduction avec l'Institut national de l'audiovisuel (INA), avec le soutien du Centre national de la cinématographie (CNC), des régions PACA et Franche-Comté, et la participation de Ciné Cinémas, la RTBF et StudioCanal.
Sous cette même thématique est présenté le parcours de Pierre Schoendoerffer et son lien à la guerre d'Indochine et celle du Viêt Nam, dans Pierre Schoendoerffer, la sentinelle de la mémoire, réalisé par Raphaël Millet en 2011, en coproduction avec l'INA, avec le soutien du CNC et de la Direction des Patrimoines, de la Mémoire et des Archives (DMPA), et la participation d'OCS et de la RTBF.
Nocturnes Productions s'intéresse ensuite aux documentaires sur les premiers temps du cinéma, retraçant ainsi les voyages et découvertes de pioniers  de 7ème art. Sous cette thématique sont regroupés 3 films de Raphaël Millet, dont la série des Voyages de Gaston Méliès. Le Voyage cinématographique de Gaston Méliès à Tahiti, réalisé en coproduction avec France Télévisions, avec le soutien du CNC, et sorti en 2014, précède Le Voyage cinématographique de Gaston Méliès dans les Mers du Sud et en Extrême-Orient, réalisé avec le soutien du FAIA et du COSIP du CNC, du Fonds Pacifique du Ministère de l'Europe et des Affaires étrangères, avec la participation de Ciné+, sorti en 2015,.Le réalisateur poursuit sur cette lancée en 2017, avec la sortie de Chaplin à Bali, en coproduction avec Man's Films Productions, Phish Communications, Roy Export, RTBF, avec le soutien du CNC.
La société produit également des documentaires sur la thématique des liens entre le cinéma et les autres arts. Des films tels que André S. Labarthe s'expose, du chat au chapeau, coréalisé par Céline Gailleurd et Olivier Bohler en 2011, et Jean-Luc Godard, le désordre exposé, coréalisé par Céline Gailleurd et Olivier Bohler en 2012, en coproduction avec l'INA, avec le soutien du CNAP, traitent du rapport que ces cinéastes entretiennent à l'art en général et à l'art moderne en particulier.

### Autres
Nocturnes Productions produit aussi des courts métrages de fiction, comme À Mi-chemin d'Arnaud Bénoliel en 2011, avec le soutien du CNC, de la Région PACA et de l'ADAMI, avec la participation de France 3, ainsi que des films publicitaires, institutionnels et d'entreprise, comme Magie du cinéma / Magic of cinema pour le Festival international du film de Dubaï, et Baba Bling pour le National Heritage Board et le Musée Peranakan de Singapour.

## Productions

### Documentaires
- 2008 : Sous le nom de Melville de Olivier Bohler
- 2010 : Novembre de Abel Davoine
- 2011 : Pierre Schoendoerffer, la sentinelle de la mémoire de Raphaël Millet
- 2011 : André S. Labarthe s’expose, du chat au chapeau de Céline Gailleurd et Olivier Bohler
- 2011 : Melville-Delon : d’honneur et de nuit de Olivier Bohler
- 2012 : Jean-Luc Godard, le désordre exposé de Céline Gailleurd et Olivier Bohler
- 2014 : Le Voyage cinématographique de Gaston Méliès à Tahiti de Raphaël Millet
- 2014 : Edgar Morin, chronique d'un regard de Céline Gailleurd et Olivier Bohler [12]
- 2015 : Le Voyage cinématographique de Gaston Méliès dans les Mers du Sud et en Extrême-Orient de Raphaël Millet
- 2017 : Chaplin à Bali de Raphaël Millet
- 2020 : Matisse voyageur de Raphaël Millet
- 2021 : Italia, le feu, la cendre de Céline Gailleurd et Olivier Bohler

### Fictions
- 2011 : À Mi-chemin d'Arnaud Bénoliel
- 2018 : Dramonasc de Céline Gailleurd et Olivier Bohler
- 2022 : Harmony de Céline Gailleurd et Olivier Bohler